# 184779 Bericoberheim
184779 Bericoberheim è un asteroide della fascia principale. Scoperto nel 2005, presenta un'orbita caratterizzata da un semiasse maggiore pari a 2,8642646 au e da un'eccentricità di 0,1180568, inclinata di 11,78981° rispetto all'eclittica.